# Schule Moorhausen
Die ehemalige Schule Moorhausen im niedersächsischen Elsfleth-Moorriem, Bauerschaft Moorhausen, Moorhausen 10, im Landkreis Wesermarsch, stammt aus der Zeit um 1900.

Aktuell (2023) wird sie als Wohnhaus genutzt.
Das Gebäude steht unter Denkmalschutz (siehe auch Liste der Baudenkmale in Elsfleth).

## Beschreibung und Geschichte
Moorhausen bildet einen nördlichen Teil der sich über etwa 16 Kilometer erstreckenden Marschhufensiedlung Moorriem, die nach 1062 gegründet wurde und im 14. Jahrhundert die Struktur mit den schmalen, langgestreckten Parzellen erhielt.
Das eingeschossige giebelständige verklinkerte Vierständer-Hallenhaus mit Krüppelwalmdach, der mittigen heute verglasten Grooten Door mit Korbbogen sowie mit segmentbogigen Fenstern besitzt einen Stall, der ebenfalls um 1900 links von der Schule in Backstein gebaut wurde. Auch dieser Bau hat ein Krüppelwalmdach.
 Die Schule wurde um 1970 geschlossen und danach zum Wohnhaus umgebaut.
Heute (2023) werden die Kinder an der Grundschule Moorriem (von 1937), Grundschule Elsfleth oder der Grundschule Lienen sowie der Oberschule Elsfleth unterrichtet.
Das Landesdenkmalamt befand: „… geschichtliche Bedeutung … als beispielhafte Dorfschule aus der Zeit um 1900 …“